# 莫尔斯比港
莫尔兹比港（/ˈmɔːrzbi/）位于新几内亚岛东南巴布亚湾沿岸，是巴布亚新几内亚的首都及最大城市。据2011年的统计，城市人口为364,145。
几个世纪前Motu-Koitabu人早先在这片土地上定居，第一位到此地的西方人是1873年到此的约翰·莫尔兹比船长，取名莫尔兹比港是为了纪念船长的父亲海军上将费尔法克斯·莫尔兹比爵士。
根据《经济学人》杂志信息部关于世界各大城市的调查，莫尔兹比港是世界上最不适合居住的城市之一（位列被调查140个城市的第137位）。
虽然莫尔兹比港被中央省环绕着也是该省的首府，但是作为首都的莫尔兹比港并不属该省管理，而独自形成了国家首都区。

## 歷史

### 前殖民时期
目前已知，当地土著的莫图人从哈努阿巴达村（Hanuabada）和其他用木桩建起的水上村庄航行到莫尔兹比港地区，用他们制作的壶、罐换取西米、其他食品和木筏。他们还与海湾地区的其他族人通婚，创造了强大的家庭和贸易联系。
莫图人传统的Hiri远航是一项大规模的航海活动，出行时有多达20条多船壳独木舟或双人独木舟，拥有差不多600个水手，每次航行携带约20000个陶罐。对于莫图人而言，Hiri远航不仅是一次经贸交易，更是一次对其部落有能力通过漫长与危险航程的一种证明与展示。为了纪念这些航行，如今每年九月巴布亚新几内亚人都会在埃拉海滩（Ela Beach）举办Hiri Moale文化节。

### 殖民时期
当英国船长约翰·莫尔兹比指挥着英国HMS蝎子号（HMS Basilisk）巡洋舰首次到访这之后，莫尔兹比港就成为了该地区重要的贸易中心。英国HMS蝎子号穿越了珊瑚海抵达东则的新几内亚，看到了三个以前未知的岛屿并在那里登陆。1873年2月20日上午10点，莫尔兹比船长声明将这片土地属于英国，将这一地区命名为莫尔兹比港，并以其父亲费尔法克斯·莫尔兹比爵士的名字命名该港所在的港湾为费尔法克斯港湾。
莫尔兹比船长登陆后，欧洲人没有立刻在此定居。直到十年后，当新几内亚东南部被并入大英帝国，英国传教士和商人接踵而来，纷纷在费尔法克斯港湾附近的村庄建立落脚点，逐渐形成了规模化的小城镇。1906年，英属新几内亚将主权移交给新成立的澳大利亚联邦，后来被称作巴布亚。从那时起直到1941年，莫尔兹比港社会经济增长缓慢，主要的增长点都集中在半岛上，港口设施和其他服务逐渐得到改善。1909年城市开设了第一家屠宰店与杂货店；1925年城市通电；1941年铺设了供水管道设施。

### 二次大戰及其後
二战期间，许多巴布亚人入伍参加了巴布亚步兵营，以及其他为盟军和日军提供支持的运送员。其他许多居住在莫尔兹比港的巴布亚居民要么返回自己的村庄，要么在出现日军潜在入侵危险时被疏散到了营地。整座城市成为了盟军部队重要的军事基地，驻扎着数千名士兵。这里也是盟军抵御日本侵略澳大利亚的最后一个岛上防线。1942年5月，日本军队发动了珊瑚海海战进攻莫尔兹比港；同年7月，日军发动了科科达小径战役，企图攻占莫尔兹比港，都失败了。在此期间，莫尔兹比港经受了炮火的洗礼，导致多数建筑物年久失修。二战结束后，整座城镇都需要重建。1945年，澳大利亚將原英屬和德屬新畿內亞合併，成立“巴布亞及新畿內亞領地”，摩斯比港成為該領地的首府，也成為公共服務擴展的中心。

### 獨立後
1975年9月，巴布亚新几内亚成为以莫尔兹比港为首都的一个独立国家。新的政府建筑群集中建造在韦盖尼区（Waigani），包括有政府部委大楼、国会大厦、最高法院、国家博物馆、国家图书馆、市政厅、总理府、国宾馆等，韦盖尼区是城市政治与文化中心。国家议会大厦竣工启用于1984年，大楼传统的设计融入了现代建筑的技术。 
可惜的是由于长期的忽视，一些政府大楼已经被弃用。一些建筑物由于缺乏保养已经显露出危樓的趋向，比如附近的Morauta Haus大楼和Vulupindi Haus大楼，消防楼梯已经摇摇欲坠、洗手间十分肮脏以及永远不能使用的电梯。由于有部分居民在城市道路两侧以及灌木丛焚烧树干，导致城市经常笼罩在雾霾天之中。
此後，莫士比港的人口迅速增加。1980年人口普查得出人口有120,000人，到1990年已增至195,000人。2004年莫士比港被《经济学人》杂志評為世界上生活環境最差的首都。城市的强奸、抢劫、谋杀案件居高不下，有大片地區長期被黑幫所控制。英国卫报曾于2004年撰文报道，莫尔兹比港的失業率介乎60%-90%，城市謀殺率是莫斯科的三倍、倫敦的23倍。

## 气候
莫尔兹比港有着一年四季相对恒温的热带干湿季气候，当中雨季出现于12月到翌年5月，而旱季覆盖剩下的六个月。由於信風與海岸線平行，莫尔兹比港的年平均降雨量刚过1000毫米，是新幾內亞雨量最少的地方，城市最热的时节温度介于28℃至32℃之间，温度较低的季节气温大约徘徊在24℃左右。莫尔兹比港温度变化不大，在旱季裡城市略显凉爽。
| 莫尔兹比港                                            | 莫尔兹比港   | 莫尔兹比港   | 莫尔兹比港   | 莫尔兹比港   | 莫尔兹比港  | 莫尔兹比港  | 莫尔兹比港  | 莫尔兹比港  | 莫尔兹比港  | 莫尔兹比港  | 莫尔兹比港  | 莫尔兹比港  | 莫尔兹比港    |
| 月份                                                  | 1月          | 2月          | 3月          | 4月          | 5月         | 6月         | 7月         | 8月         | 9月         | 10月        | 11月        | 12月        | 全年          |
| ----------------------------------------------------- | ------------ | ------------ | ------------ | ------------ | ----------- | ----------- | ----------- | ----------- | ----------- | ----------- | ----------- | ----------- | ------------- |
| 历史最高温 °C（°F）                                   | 36.2 (97.2)  | 36.1 (97.0)  | 35.4 (95.7)  | 34.2 (93.6)  | 33.8 (92.8) | 33.9 (93.0) | 33.3 (91.9) | 33.8 (92.8) | 34.8 (94.6) | 35.5 (95.9) | 36.3 (97.3) | 36.3 (97.3) | 36.3 (97.3)   |
| 平均高温 °C（°F）                                     | 32.1 (89.8)  | 31.6 (88.9)  | 31.4 (88.5)  | 31.3 (88.3)  | 31.0 (87.8) | 30.3 (86.5) | 29.9 (85.8) | 30.3 (86.5) | 31.0 (87.8) | 32.0 (89.6) | 32.5 (90.5) | 32.4 (90.3) | 31.3 (88.3)   |
| 日均气温 °C（°F）                                     | 27.4 (81.3)  | 27.3 (81.1)  | 27.1 (80.8)  | 27.0 (80.6)  | 26.9 (80.4) | 26.1 (79.0) | 25.7 (78.3) | 26.1 (79.0) | 26.5 (79.7) | 27.5 (81.5) | 27.6 (81.7) | 27.8 (82.0) | 26.9 (80.4)   |
| 平均低温 °C（°F）                                     | 23.7 (74.7)  | 23.5 (74.3)  | 23.4 (74.1)  | 23.5 (74.3)  | 23.5 (74.3) | 23.1 (73.6) | 22.4 (72.3) | 22.6 (72.7) | 23.2 (73.8) | 23.5 (74.3) | 23.6 (74.5) | 23.7 (74.7) | 23.3 (73.9)   |
| 历史最低温 °C（°F）                                   | 20.4 (68.7)  | 18.8 (65.8)  | 18.3 (64.9)  | 16.8 (62.2)  | 14.5 (58.1) | 14.5 (58.1) | 10.4 (50.7) | 14.8 (58.6) | 14.4 (57.9) | 16.3 (61.3) | 16.0 (60.8) | 19.6 (67.3) | 10.4 (50.7)   |
| 平均降雨量 mm（）                                     | 192.2 (7.57) | 140.6 (5.54) | 189.8 (7.47) | 105.2 (4.14) | 56.2 (2.21) | 21.6 (0.85) | 13.8 (0.54) | 12.0 (0.47) | 14.4 (0.57) | 15.2 (0.60) | 40.0 (1.57) | 97.8 (3.85) | 898.8 (35.38) |
| 平均降雨天数（≥ 0.1 mm）                              | 18           | 16           | 18           | 11           | 9           | 6           | 4           | 4           | 5           | 5           | 6           | 12          | 114           |
| 平均相對濕度（％）                                    | 79           | 81           | 81           | 82           | 81          | 79          | 77          | 76          | 76          | 76          | 75          | 77          | 78            |
| 月均日照時數                                          | 182          | 158          | 184          | 200          | 211         | 200         | 203         | 222         | 213         | 231         | 243         | 216         | 2,463         |
| 来源1：世界气象组织                                   |              |              |              |              |             |             |             |             |             |             |             |             |               |
| 来源2：德国气象局 (极端数据,平均气温, 湿度及日照时间) |              |              |              |              |             |             |             |             |             |             |             |             |               |

## 市區及近郊

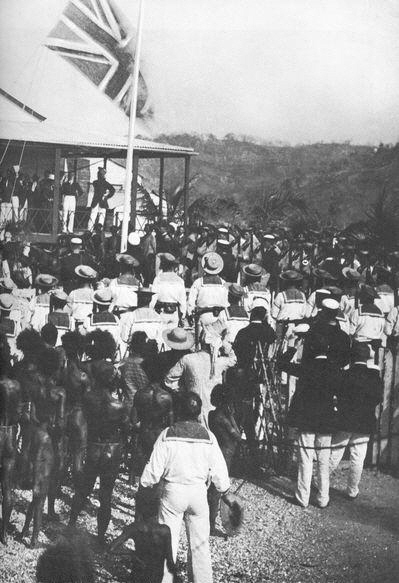
1883年在莫尔兹比港升起了象征女皇领地的米字旗

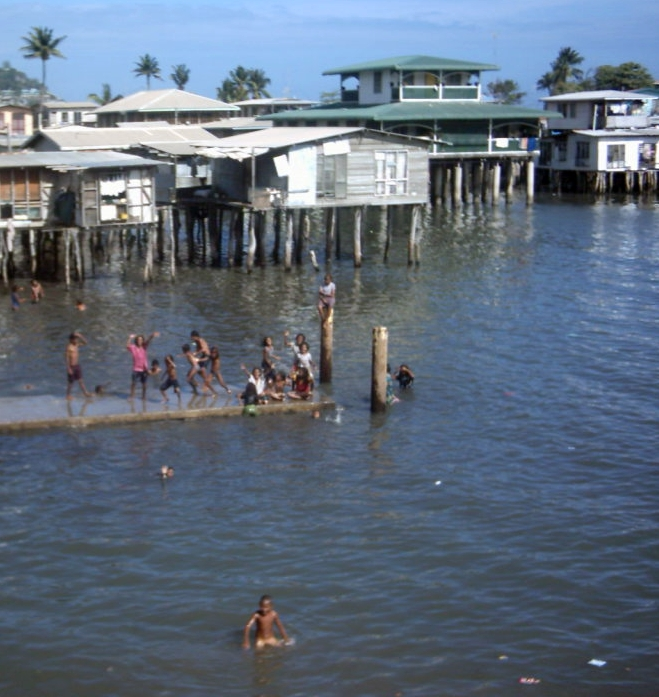
Koki地区

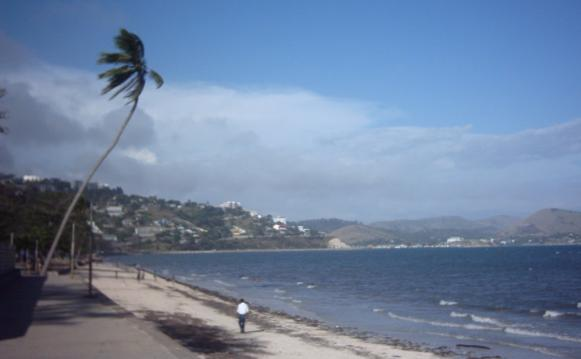
埃拉海滩

莫尔兹比港行政上分为七个区及远郊大小数十个村镇。其中港湾区（Port Moresby）不仅是国家首都区的中心也是主要的商业区，布罗科区（Boroko）与霍霍拉区（Hohola）也是商业中心，韦盖尼区（Waigani）则是政治与文化中心，毗邻港湾区的Koki区拥有当地知名的新鲜农产品市场。其他一些行政区或主要村镇包括，纽敦区（Newtown）、Konedobu、Kaevaga、Badili、Gabutu、Kila、Matirogo、Three Mile、Kaugere、Sabama、布罗科海（Korobosea）、Four Mile、北霍霍拉（Hohola North）、戈登（Gordons）、北戈登（Gordons North）、Erima、Saraga、Morata和Gerehu。以及巴布亚新几内亚最大的村庄哈努阿巴达渔村。

## 交通
摩斯比港內的傑克遜斯國際機場是國內唯一一個國際機場，距离市中心8公里，同时莫尔兹比港也是巴布亚新几内亚航空的总部，还驻扎有巴布亚新几内亚空军基地联队。新几内亚航空和巴布亚新几内亚航空在莫尔兹比港都有着定期的国内、国际航空服务，同时还有新几内亚航空、澳洲航空两家航空公司定期飞往澳大利亚布里斯班的航班。
杰克逊斯国际机场的国际航班主要飞往布里斯班、凯恩斯、悉尼、霍尼亚拉、楠迪、马尼拉、新加坡、香港等亚太城市。
由于巴布亚新几内亚全国公路系统尚未建成，所以在个市镇之间通航着不少国内航班，比如马当港不通公路运输，所以航空运输成为城市间的重要纽带。

## 友好城市
- 汤斯维尔（昆士兰州）
- 中华人民共和国济南（山东省）
- 美国棕櫚沙漠（加利福尼亚州）

结盟城市：
- 印度尼西亞查雅普拉（巴布亚省）

## 备注
1. ↑  Station ID for Port Moresby is 92035 Use this station ID to locate the sunshine duration

## 相关链接
- 莫尔兹比港市官方网站
- 中华人民共和国驻巴布亚新几内亚大使馆官网 （页面存档备份，存于）
- 汇率网站
- 莫尔兹比港实时天气 （页面存档备份，存于）
- PNG-centric Web Search （页面存档备份，存于）
- Port Moresby/NCD Central Province Factsheet （页面存档备份，存于）